# Pero consimilis
Pero consimilis är en fjärilsart som beskrevs av W. Warren 1907. Pero consimilis ingår i släktet Pero och familjen mätare. Inga underarter finns listade i Catalogue of Life.